# Клаусура 2009 (Сальвадор)
Клаусура 2009 (исп. Torneo Clausura 2009) — вторая половина 75-го сезона чемпионата Сальвадора по футболу.

## Участники
| Команда                | Город                |
| ---------------------- | -------------------- |
| Исидро Метапан         | Метапан              |
| Луис Анхель Фирпо      | Усулутан             |
| ФАС                    | Санта-Ана            |
| Нехапа                 | Нехапа               |
| Агила                  | Сан-Мигель           |
| Чалатенанго            | Чалатенанго          |
| Виста Эрмоса           | Сан-Франциско Готера |
| Альянса                | Сан-Сальвадор        |
| Атлетико Бальбоа       | Ла-Уньон             |
| Хувентуд Индепендьенте | Сан-Хуан-Опико       |

## Турнирная таблица
| М  | Команда                | И  | В  | Н | П  | Мячи    | ±   | О  | Примечания     |
| -- | ---------------------- | -- | -- | - | -- | ------- | --- | -- | -------------- |
| 1  | Исидро Метапан         | 18 | 10 | 5 | 3  | 27 − 14 | +13 | 35 | Финальная фаза |
| 2  | Луис Анхель Фирпо      | 18 | 8  | 5 | 5  | 25 − 15 | +10 | 29 | Финальная фаза |
| 3  | ФАС                    | 18 | 8  | 5 | 5  | 24 − 17 | +7  | 29 | Финальная фаза |
| 4  | Нехапа                 | 18 | 7  | 8 | 3  | 21 − 17 | +4  | 29 | Финальная фаза |
| 5  | Агила                  | 18 | 8  | 3 | 7  | 25 − 25 | 0   | 27 |                |
| 6  | Чалатенанго            | 18 | 6  | 7 | 5  | 21 − 22 | −1  | 25 |                |
| 7  | Виста Эрмоса           | 18 | 6  | 3 | 9  | 23 − 28 | −5  | 21 |                |
| 8  | Альянса                | 18 | 4  | 7 | 7  | 14 − 17 | −3  | 19 |                |
| 9  | Атлетико Бальбоа       | 18 | 3  | 8 | 7  | 18 − 23 | −5  | 17 |                |
| 10 | Хувентуд Индепендьенте | 18 | 3  | 3 | 12 | 11 − 31 | −20 | 12 |                |

И — игры, В — выигрыши, Н — ничьи, П — проигрыши, Мячи — забитые и пропущенные голы, ± — разница голов, О — очки

## Финальная фаза

### Полуфиналы
Первые матчи были проведены 14 мая, а ответные состоялись 17 мая.
| Команда 1         | Итог | Команда 2 | 1-й матч | 2-й матч |
| ----------------- | ---- | --------- | -------- | -------- |
| Луис Анхель Фирпо | 2:2  | ФАС       | 0:0      | 2:2      |
| Исидро Метапан    | 6:0  | Нехапа    | 5:0      | 1:0      |

### Финал
| Луис Анхель Фирпо | 0:1 (0:0) | Исидро Метапан |
| ----------------- | --------- | -------------- |
|                   | Отчёт     | Амайя 58′      |

| Чемпион Сальвадора (Клаусура) 2009 |
| ---------------------------------- |
| Исидро Метапан в 3-й раз           |